# Korea Ice Hockey Association
Die Korea Ice Hockey Association ist der nationale Eishockeyverband Südkoreas. 

## Geschichte
Der Verband wurde am 25. Juli 1960 in die Internationale Eishockey-Föderation aufgenommen. Der Verband gehört zu den IIHF-Vollmitgliedern. Aktueller Präsident ist Gap Chul Park. 
Der Verband kümmert sich überwiegend um die Durchführung der Spiele der südkoreanischen Eishockeynationalmannschaft sowie der Frauen-Nationalmannschaft und der Junioren-Mannschaften. Zudem organisiert der Verband den nationalen Pokalwettbewerb Korea Domestic Championship, während die drei Profiklubs des Landes, Anyang Halla, High1 und Daemyung Sangmu, in der multinationalen Asia League Ice Hockey antreten.